# Теобальд II (герцог Лотарингії)
Теобальд (Тібо) II (нім. Theobald II., фр. Thiébaud II; 1263 — 13 травня 1312) — герцог Лотарингії в 1303—1312 роках.

## Життєпис
Походив з Лотаринзького дому. Старший син Фрідріха III, герцога Лотарингії, та Маргарити Шампанської (доньки Теобальда I, короля Наварри). Народився 1263 року. 1278 року оженився з представницею роду Рюмін'ї. Замолоду був долучений батьком до політичних та військових справ герцогства.
У 1298 році брав участь у битві при Ґелгайме (поблизу Шпейєра), в якій Альбрехт Габсбург переміг короля Адольфа Нассау.
1302 року брав участь у війні Філіппа IV, короля Франції, проти повсталих фламандських міст. Того ж року був учасником битви біля Куртре, де фламандці здобули перемогу. У 1303 році після смерті батька став новим герцогом Лотарингії. 1304 року відзначився у битві при Монс-ан-Певеле проти фламандців. Потім разом з Жаном II, герцогом Брабанту, і Амадеєм V, графом Савойським, за дорученням французького короля вів мирні переговори з фламандцями. У 1305 році супроводжував Філіппа IV до Ліону на інтронізацію папи римського Климента V.
Коли новий папа римський зобов'язав служителів церкви платити десятину, Теобальду II було доручено забезпечити її збір в Лотарингії. Внаслідок цього вступив у конфлікт з Рено Барським, єпископом Меца, що відмовився платити десятину. Втім оружно герцог змусив єпископа підкоритися.
1312 року за рішенням Паризького парламенту та папи римського Теобальд II розпустив на своїй території орден тамплієрів і конфіскував його володіння. Помер того ж року. Йому спадкував старший син Фрідріх.

## Родина
Дружина — Ізабелла, донька сеньйора Гуго де Рюмін'ї.
Діти:
- Фрідріх (1282—1329), герцог Лотарингії;
- Матьє (д/н — бл. 1330), сеньйор де Дарні, Бов, Бленвіль і Флорен
- Гуго, сеньйор Рюмін'ї, Мартіньї і Обантон
- Марія (д/н — після 1324), дружина Гі де Шатільона, сеньйор Фер-ан-Тарденуа
- Маргарита (д/н—1348), дружина: 1) Гі де Дамп'єра, самопроголошеного графа Зеландії; 2) Людовика IV, граф Лооза і Шині
- Ізабелла (д/н—1353), дружина Ерара де Бара, сеньйор де П'єрпон
- Філіппіна, черниця